# ゴールドスミス・ノート
ゴールドスミス・ノートとは17世紀のイギリスで金匠によって用いられていた約束手形。これが銀行券の始まりとされている。
当初は金匠が金を受け取って、それと引き換えに同等の金といつでも引き換えるという証書であった。当初はこの預り証が譲渡される場合には誰某にその権利を譲渡すると裏書きされていたものの、後に裏書をされないで流通されるようになっていき、これが現金通貨の代わりを果たすようになっていった。
当初は金匠の側に預り証と同額の金が準備されていたものの、後には預かっている金の貸し出しをするようになっていった事から発行している預り証の総額よりも保管している金の総額の方が少なくなっていき、金匠は保管業者から銀行業者へと変わっていった。後に金匠の信用が高まるにつれて、金匠は自己の責任において金の取引が行われていないのに預り証を発行するようになっていき、預り証は銀行券の原初形態となっていった。
後にイングランド銀行が発行した銀行券は、このゴールドスミス・ノートを倣ったものであった。